# Eliezer Yudkowsky
Eliezer Shlomo Yudkowsky (ur. 11 września 1979) – amerykański badacz sztucznej inteligencji, szczególnie technologicznej osobliwości i propagator Friendly artificial intelligence (przyjaznej sztucznej inteligencji).
Yudkowsky jest samoukiem - nie uczył się  w szkole średniej ani na uniwersytecie.. Nie stosuje się do systemu akademickiego.
Jest współzałożycielem i badaczem w Machine Intelligence Research Institute (MIRI). Yudkowsky jest autorem następujących publikacji MIRI: „Creating Friendly AI” (2001), „Levels of Organization in General Intelligence” (2002), „Coherent Extrapolated Volition” (2004), and „Timeless Decision Theory” (2010).
Badania Yudkowsky’ego skupiają się na tych aspektach sztucznej inteligencji, które pomagają w zrozumieniu samego siebie, modyfikacji samego siebie i samodoskonaleniu; oraz na architekturze sztucznej inteligencji sprzyjającej stabilnym dobrowolnym strukturom motywacyjnym (Friendly AI, a szczególnie Coherent Extrapolated Volition). Poza pracami badawczymi, Yudkowsky pisze, używając języka nie-akademickiego, artykuły wyjaśniające rozmaite kwestie filozoficzne, zwłaszcza na temat racjonalności, np. „An Intuitive Explanation of Bayes' Theorem”.
Yudkowsky jest też autorem kilku dzieł science fiction i innych z gatunku fikcji literackiej. Jego historia o Harrym Potterze z gatunku fan fiction, Harry Potter and the Methods of Rationality, dotycząca kwestii kognitywistyki i racjonalizmu, zyskała przychylną recenzję pisarza Davida Brina a także programisty Erica S. Raymonda. Harry Potter and the Methods of Rationality jest jedną z najpopularniejszych książek na portalu FanFiction.net, budzącą kontrowersje wśród fanów Harry’ego Pottera.
Jest autorem dwóch rozdziałów w tomie Global Catastrophic Risks, pod redakcją filozofa z Oxfordu Nicka Bostroma oraz Milana Ćirkovicia.
Yudkowsky, wraz z Robinem Hansonem, był jednym z głównych autorów bloga Overcoming Bias sponsorowanego przez Future of Humanity Institute (Instytut Przyszłości Ludzkości) na Oxford University. Z początkiem 2009 pomógł w założeniu  Less Wrong, „bloga społecznościowego poświęconego kształtowaniu sztuki ludzkiej racjonalności” („community blog devoted to refining the art of human rationality”).
Mieszka w Redwood City w Kalifornii.